# Nils Miatke
Nils Miatke (* 30. Januar 1990 in Drachhausen) ist ein deutscher Fußballspieler. Er steht seit 2021 beim ZFC Meuselwitz unter Vertrag.

## Karriere
Miatke ist ein linker Mittelfeldspieler. Er begann seine Karriere als Jugendspieler 1996 beim SV Drachhausen. Im Jahr 2000 wechselte er zum FC Energie Cottbus. 2009 erhielt er einen Profivertrag. Trainer Claus-Dieter Wollitz holte ihn überraschend in die erste Mannschaft. Seinen ersten Einsatz dort hatte Miatke am 1. August 2009 im DFB-Pokal beim 3:1-Sieg beim Regionalligisten 1. FC Magdeburg. Miatke hatte mit Cottbus einen Vertrag bis 2011 plus Option. Nachdem die Option nicht gezogen wurde, wechselte er im Juni 2011 zum FC Carl Zeiss Jena, unterschrieb dort einen Vertrag bis Sommer 2012 und gab am 23. Juli 2011 in der Partie gegen den Rot-Weiß Erfurt sein Debüt.
Insgesamt stand er in der 3. Liga 2011/12 in 34 Spielen für Carl-Zeiss auf dem Platz und erzielte in ihnen zwei Treffer, bevor er am 10. Mai 2012 seinen Weggang vom FC Carl Zeiss Jena bekannt gab und einen Zweijahresvertrag bei dem Zweitligisten FC Erzgebirge Aue unterschrieb. Zu Beginn der Saison 2012/13 erlitt er einen Kreuzbandriss und fiel für den Rest der Spielzeit aus. Nachdem er sich ein Jahr später wieder in den Zweitligakader gespielt hatte, verletzte er sich im Abstiegskampf der Saison 2014/15 mit einem Kreuzband- und Meniskusriss erneut schwer. Erzgebirge Aue stieg 2015 in die 3. Liga ab.
Zur Saison 2016/17 wechselte Nils Miatke zum Drittligaaufsteiger FSV Zwickau. Bei Zwickau etablierte er sich im linken Mittelfeld schnell als Stammspieler und absolvierte mehr als 130 Spiele in der 3. Liga für den Verein. Ende der Saison 2020/21 wurde sein auslaufender Vertrag nicht mehr verlängert; Miatke schloss sich daraufhin dem Regionalligisten ZFC Meuselwitz an. Für diesen Verein absolvierte er in Liga und Pokal weitere über 80 Spiele, rückte dabei vom linken Mittelfeld aber zunächst zunehmend nach hinten auf die Position des linken Verteidigers und schließlich in die Innenverteidigung. Im Mai 2024 verkündete er für das Saisonende 2023/24 das Ende seiner aktiven Karriere.

## Erfolge
- Aufstieg in die 2. Bundesliga 2016 mit Erzgebirge Aue